# Securidaca purpurea
Securidaca purpurea là một loài thực vật có hoa trong họ Polygalaceae. Loài này được Linden & Planch. miêu tả khoa học đầu tiên năm 1863.